# Disastro del Transvaal' Park
Il disastro del Transvaal' Park è consistito nel crollo di un soffitto nel Transvaal Park di Mosca il 14 febbraio 2004. Il crollo ha provocato 28 vittime e 106 feriti.

## Antefatto
Il Transvaal Park, situato nel quartiere moscovita di Jasenevo, era stato costruito tra il 2000 e il 2002 su progetto dell'architetto Nodar Kančeli come parco acquatico e divertimenti a tema Africa.

## Storia
Alle ore 19:15 del 14 febbraio 2004 il tetto di una sezione coperta del parco crollò, uccidendo almeno una ventina di persone e ferendone circa un centinaio. Secondo i soccorritori nella struttura erano presenti almeno 800 persone. Kančeli sostenne che il cedimento fosse stato causato da un attentato terroristico, tuttavia non erano presenti prove di un'eventuale esplosione.
L'inchiesta sulle cause del crollo iniziò poco dopo e si concluse a distanza di un anno il 28 marzo 2005. La procura di Mosca confermò infatti che le cause erano imputabili ad errori di progettazione. Anatolij Voronin, direttore del Mosgosekspertiza, l'organismo deputato alla revisione dei progetti per le costruzioni, è stato accusato di negligenza. Anche Kančeli fu perseguito ma venne graziato in occasione del centenario della Duma di Stato.
Nel 2008 i familiari delle vittime hanno presentato una denuncia alla Corte europea dei diritti dell'uomo, richiedendo un risarcimento dalla Federazione Russa.